# Pencombe
Pencombe är en by i civil parish Pencombe with Grendon Warren, i grevskapet Herefordshire, i England. Byn är belägen 12 km från Leominster. Pencombe var en civil parish fram till 1895 när blev den en del av Pencombe with Grendon Warren. Civil parish hade 268 invånare år 1891.